# Gunnar Andreasen
Niels Henry Gunnar Andreasen (Faxe, 31 de março de 1914 – Copenhague, 4 de fevereiro de 1996) foi um boxeador dinamarquês que competiu nos Jogos Olímpicos de Verão de 1936.
Em 1936 ele foi eliminado no segundo round da categoria peso médio depois de perder a luta para Tin Dekkers.